# Brzotice
Brzotice (německy Bersotitz) je malá vesnice, část obce Loket v okrese Benešov. Nachází se asi 2 km na sever od Lokte. Prochází zde silnice II/150. V roce 2009 zde bylo evidováno 47 adres.
Brzotice je také název katastrálního území o rozloze 3,46 km².

## Historie
První písemná zmínka o vesnici pochází z roku 1352.